# Catablema
Catablema is een geslacht van neteldieren uit de familie van de Pandeidae.

## Soorten
- Catablema multicirratum Kishinouye, 1910
- Catablema nodulosum Bigelow, 1913
- Catablema vesicarium (A. Agassiz, 1862)